# Петренко, Екатерина Семёновна
Екатерина Семёновна Петренко, в девичестве — Сероштан (18 февраля 1927 год, хутор Редкодуб, Воронежская губерния, РСФСР, СССР — 30 марта 1981 год, Алексеевский район, Белгородская область, РСФСР, СССР) — колхозница, Герой Социалистического Труда (1950).

## Биография
Родилась 18 февраля 1927 года в крестьянской семье на хуторе Редкодуб, Белгородская губерния (сегодня — Алексеевский район Белгородской области). В 1943 году вступила в колхоз «Верный путь» Алексеевского района. Первоначально трудилась рядовой колхозницей, потом была назначена звеньевой полеводческого звена.
В 1949 году полеводческое звено под руководством Екатерины Петренко собрало с участка площадью 5 гектаров по 16,8 центнеров кориандра с каждого гектара. За этот доблестный труд она была удостоена в 1950 году звания Героя Социалистического Труда.
В 1950—1954 годах избиралась депутатом Воронежского областного совета народных депутатов.
В 1962 году вышла на пенсию. Скончалась 30 марта 1981 года.

## Награды
- Герой Социалистического Труда — указом Президиума Верховного Совета СССР от 9 июня 1950 года;
- Орден Ленина (1950).